# Карамирзинський сільський округ
Карамирзи́нський сільський округ (каз. Қарамырза ауылдық округі, рос. Карамырзинский сельский округ) — адміністративна одиниця у складі Карасуського району Костанайської області Казахстану. Адміністративний центр — село Карамирза.
Населення — 785 осіб (2021; 1386 у 2009, 1784 у 1999, 3592 у 1989).
Станом на 1989 рік існували Молодіжна сільська рада (село Молодіжне) та Чкаловська сільська рада (село Кошеве) у складі колишнього Октябрського району, Карамирзинська сільська рада (село Карамирза) Карасуського району, село Сунгейсай перебувало у складі Тюнтюгурської сільської ради. Села Молодіжне та Суйгенсай були ліквідовані 2017 року.

## Склад
До складу округу входять такі населені пункти:
| Населений пункт   | Старі назви | Населення, осіб (1989) | Населення, осіб (1999) | Населення, осіб (2009) | Населення, осіб (2021) |
| ----------------- | ----------- | ---------------------- | ---------------------- | ---------------------- | ---------------------- |
| Карамирза, село   | -           | 1367                   | 876                    | 916                    | 661                    |
| --Суйгенсай, село | -           | 406                    | 274                    | 87                     | 1                      |
| Кошеве, село      | -           | 991                    | 441                    | 304                    | 123                    |
| Молодіжне, село   | -           | 828                    | 193                    | 79                     | -                      |